# Linia kolejowa Praha – Rakovník
Linia kolejowa Praha – Rakovník (Linia kolejowa nr 120 (Czechy)) – jednotorowa, regionalna i niezelektryfikowana linia kolejowa w Czechach. Łączy Pragę i Rakovník przez Kladno. Przebiega przez terytorium Pragi i kraju środkowoczeskiego.